# 266 a. C.
El año 266 a. C. fue un año del calendario romano prejuliano. En el Imperio romano se conocía como el año 488 ab urbe condita. 

## Acontecimientos
- Consulados de Numerio Fabio Píctor y Décimo Junio Pera en la Antigua Roma.[1]
- Esparta entra en la guerra de Cremónides bajo el liderazgo de Areo I.

## Fallecimientos
- Mitrídates I Ctistes, fundador del reino del Ponto en Anatolia.